# Aluterus scriptus

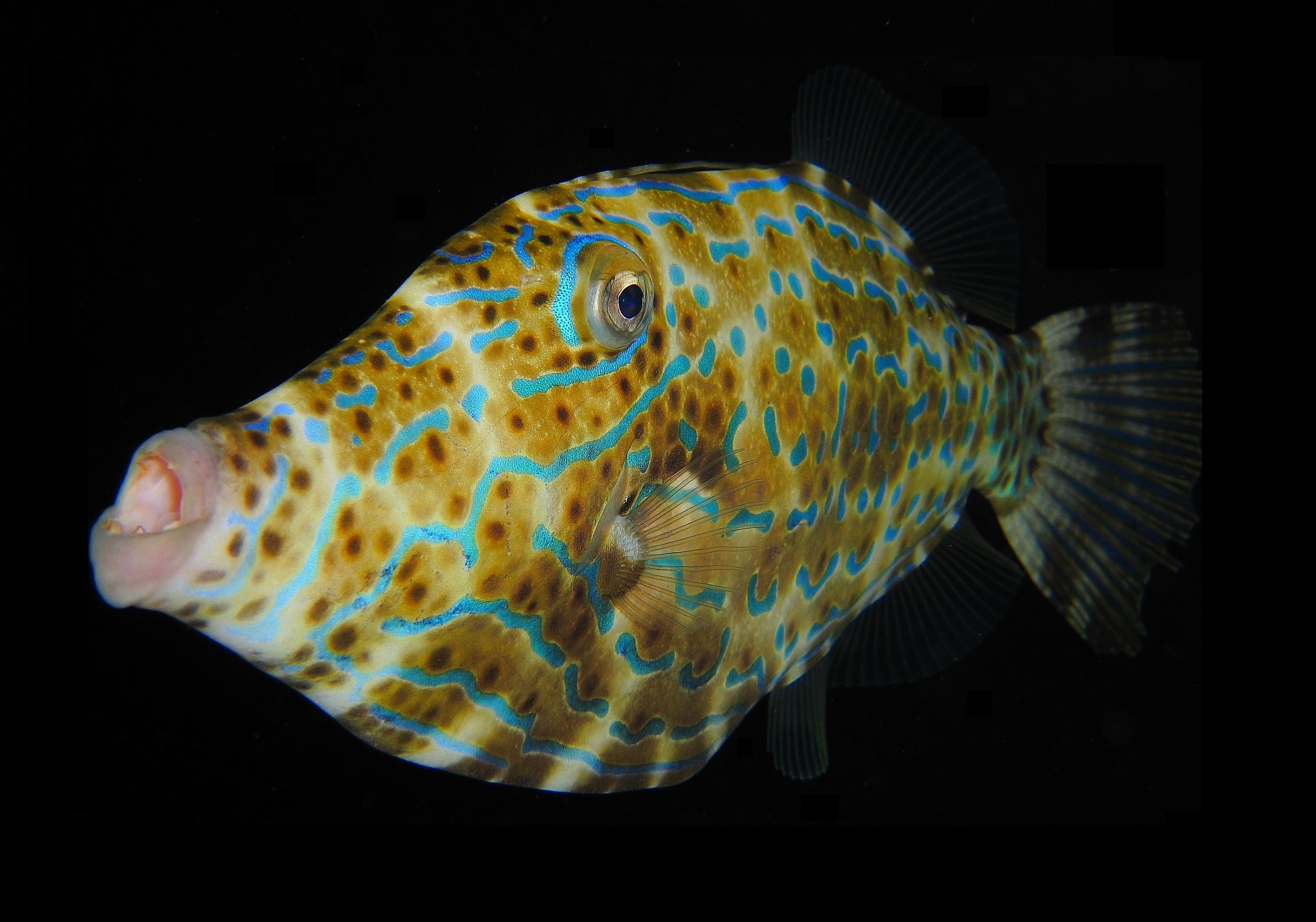
Detalle.

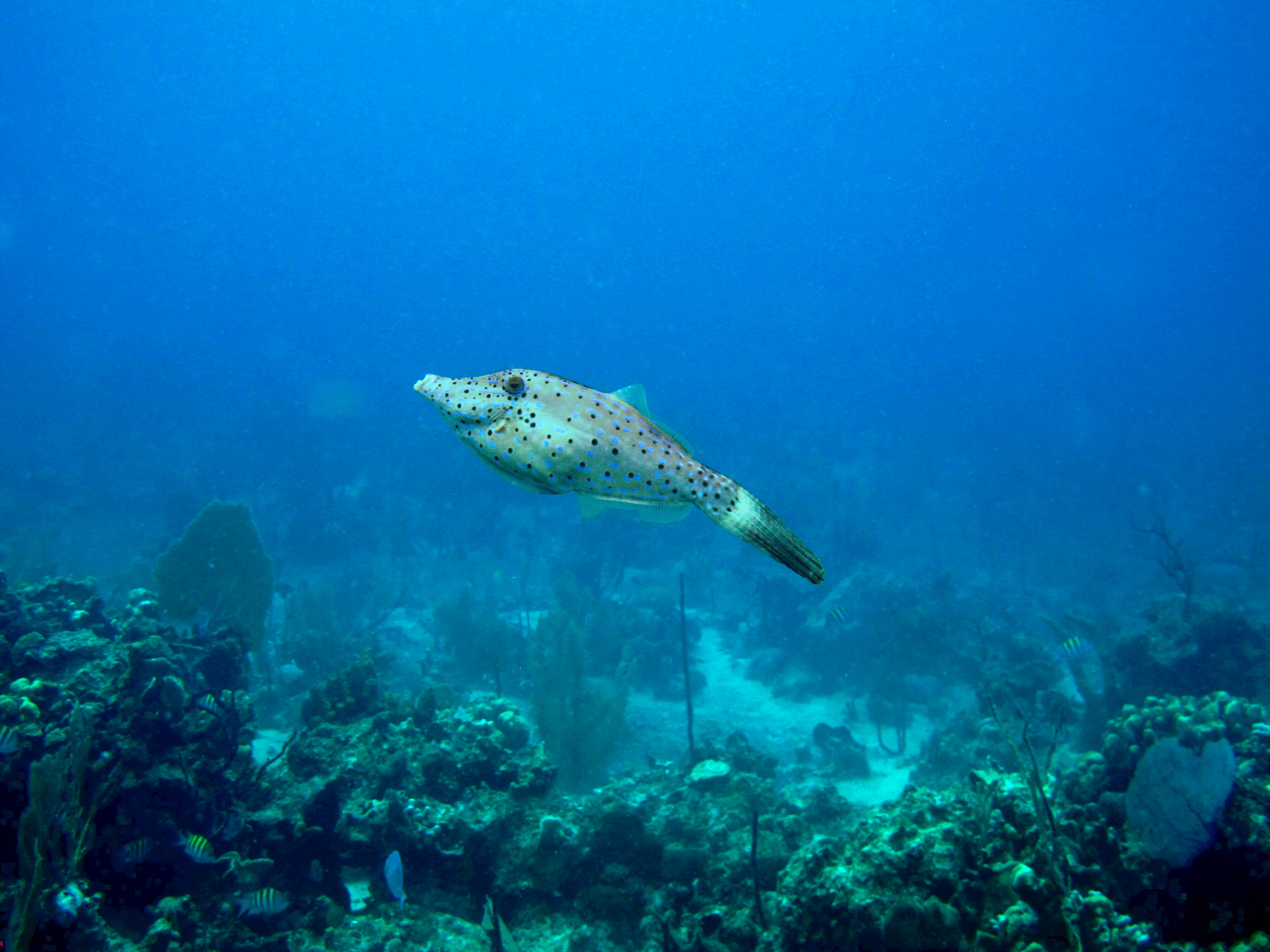
Aluterus scriptus en el mar Caribe, República Dominicana.

Aluterus scriptus es una especie de peces de la familia Monacanthidae en el orden de los Tetraodontiformes. Aluterus proviene del griego y significa no libre o individual, haciendo referencia a la forma de su pelvis.

## Morfología
Los machos adultos pueden llegar a alcanzar los 110 centímetros de longitud total y 2,500 g de peso. Su longitud común es de 55 centímetros. 
Poseen dos espinas dorsales, alrededor de 43 a 50 radios blandos dorsales, 46 a 52 radios blandos anales, carecen de espinas anales. Su hocico posee una forma cóncava, la aleta caudeal es redondeada, pueden carecer de aleta terminal pélvica o ser rudimentaria. El color de su cuerpo es marrón oliva o gris con manchas azules y líneas, en su etapa joven pueden ser de color amarillento con manchas oscuras alargadas.

## Alimentación
Se alimentan de algas marinas y algas de agua dulce, hidrozoos, gorgonias, anémonas y tunicas.. 

## Depredadores
En Barbados es depredado por la lampuga ( Coryphaena hippurus ) y Estados Unidos por Thunnus thynnus. También son víctimas de la pesca a pesar de ser nocivos para el hombre.

## Hábitat
Se encuentra en lagunas y arrecifes de coral. Es un pez de clima subtropical. En su etapa joven tienden a habitar zonas de mar abierto y cuando se convierten en adultos es común encontrarlos en laderas costeras profundas o arrecifes situados a 20 metros de profundidad.

## Distribución geográfica
Se encuentra en las regiones  tropicales de todos los océanos. En el Atlántico Occidental se presenta en las regiones de Nueva Escocia, Canadá, al norte del Golfo de México y Brasil; en el Atlántico Oriental se localiza en Rocas de San Pablo, Cabo Verde, la Isla de Ascensión, la Isla de Santo Tomé y Sudáfrica; en el Pacífico se ubica en el sur de Japón, Nueva Caledonia, la Isla de Pascua y el sur de la Gran Barrera de Coral y en el Pacífico Oriental desde el Golfo de California hasta Colombia.